# Супранівка
Супрані́вка — село в Україні, у Підволочиській селищній громаді Тернопільського району Тернопільської області. Розташоване на сході району. Раніше адміністративний центр сільської ради, якій були підпорядковані села Коршилівка та Росохуватець.
Від вересня 2015 року ввійшло у склад Підволочиської селищної громади.
Населення — 369 осіб (2007).

## Історія
Відоме від 17 ст.
Діяли товариства «Просвіта», «Луг», «Сільський господар», «Союз українок», кооператива.
12 червня 2020 року, відповідно до розпорядження Кабінету Міністрів України  № 724-р «Про визначення адміністративних центрів та затвердження територій територіальних громад Тернопільської області», увійшло до складу Підволочиської селищної громади.
19 липня 2020 року, в результаті адміністративно-територіальної реформи та ліквідації Підволочиського району, село увійшло до складу новоствореного Тернопільського району.

## Населення

### Мова
Розподіл населення за рідною мовою за даними перепису 2001 року:
| Мова       | Відсоток |
| ---------- | -------- |
| українська | 99,74%   |
| російська  | 0,26%    |

## Релігія
- церква Різдва Пресвятої Богородиці (1907, мурована, ПЦУ),
- церква Різдва Пресвятої Богородиці (2010, мурована, УГКЦ),
- «фігура» на честь скасування панщини.

## Пам'ятки
Насипано символічну могилу воякам УПА (1990-ті).

## Соціальна сфера
Працюють ЗОШ 1-2 ступ., Будинок культури, бібліотека, ФАП, 2 торгові заклади.

## Відомі люди

### Народилися
- Жанна Юзва, - українська письменниця, педагог

### Народився і проживав
- відомий український лікар-рефлексотерапевт Голод Мирослав Володимирович.

### Перебували
- Богдан Лепкий,
- Іван Франко.

## Галерея

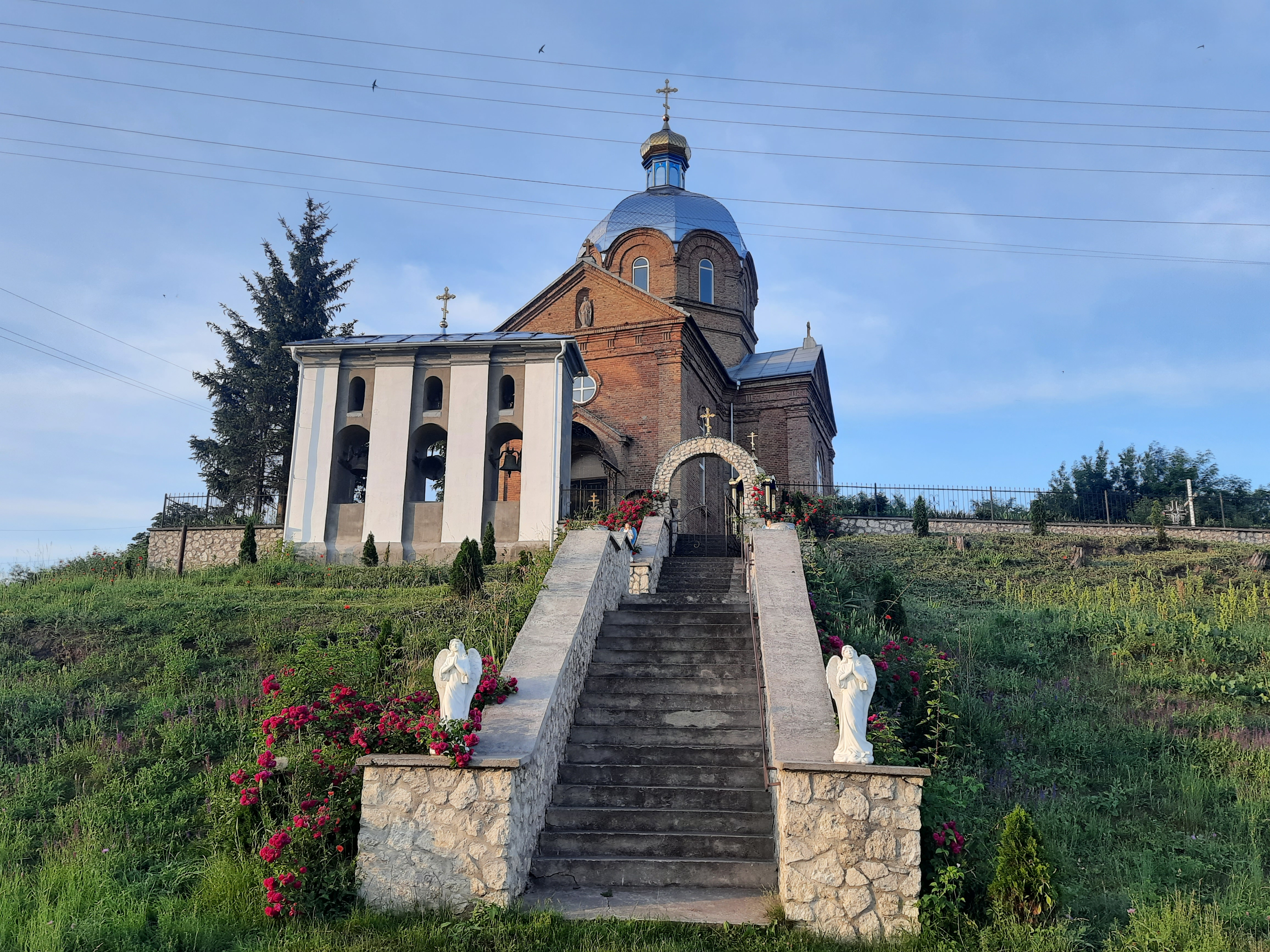
Церква Різдва Пресвятої Богородиці 1907р
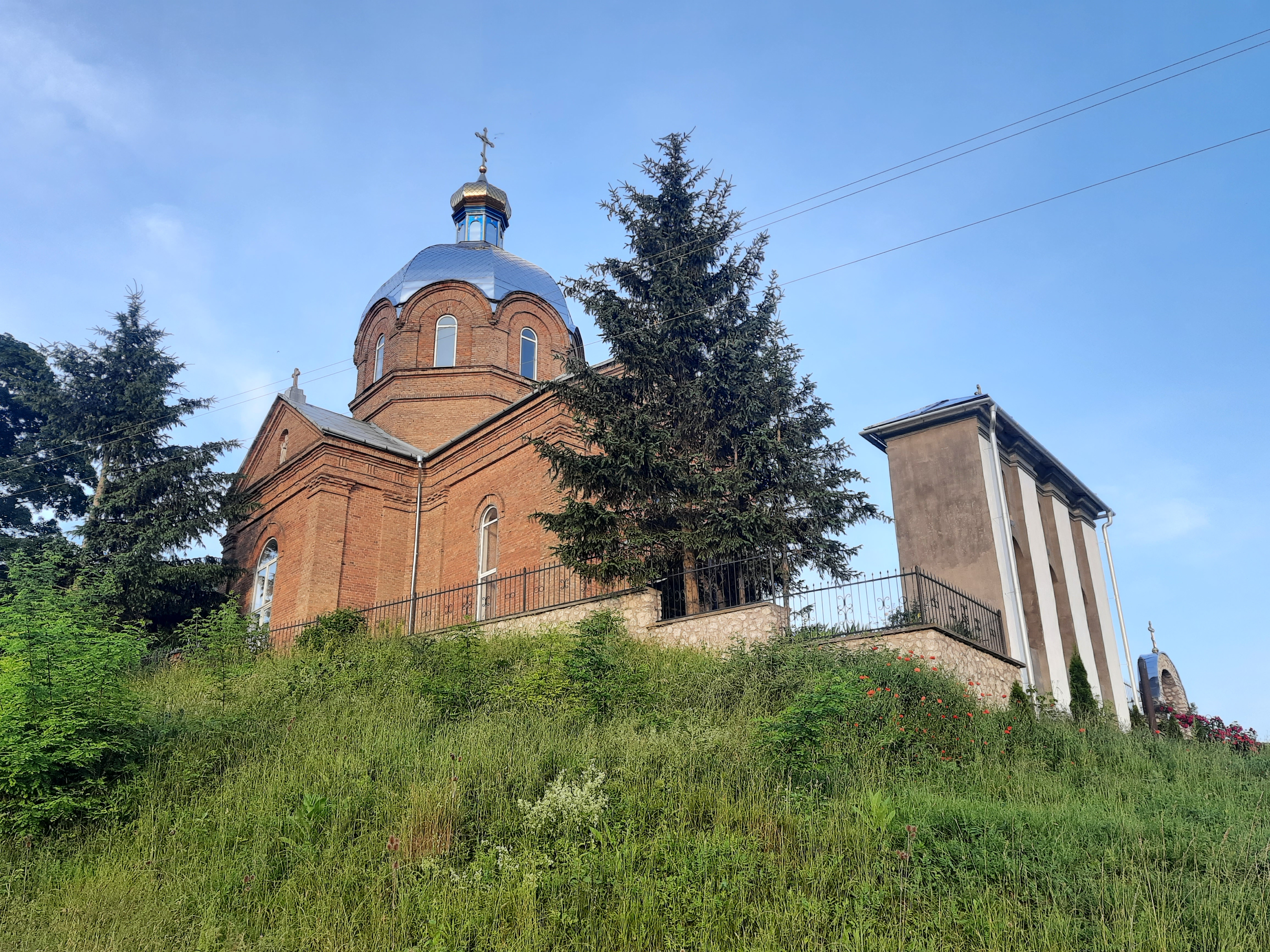
Церква Різдва Пресвятої Богородиці 1907 р.
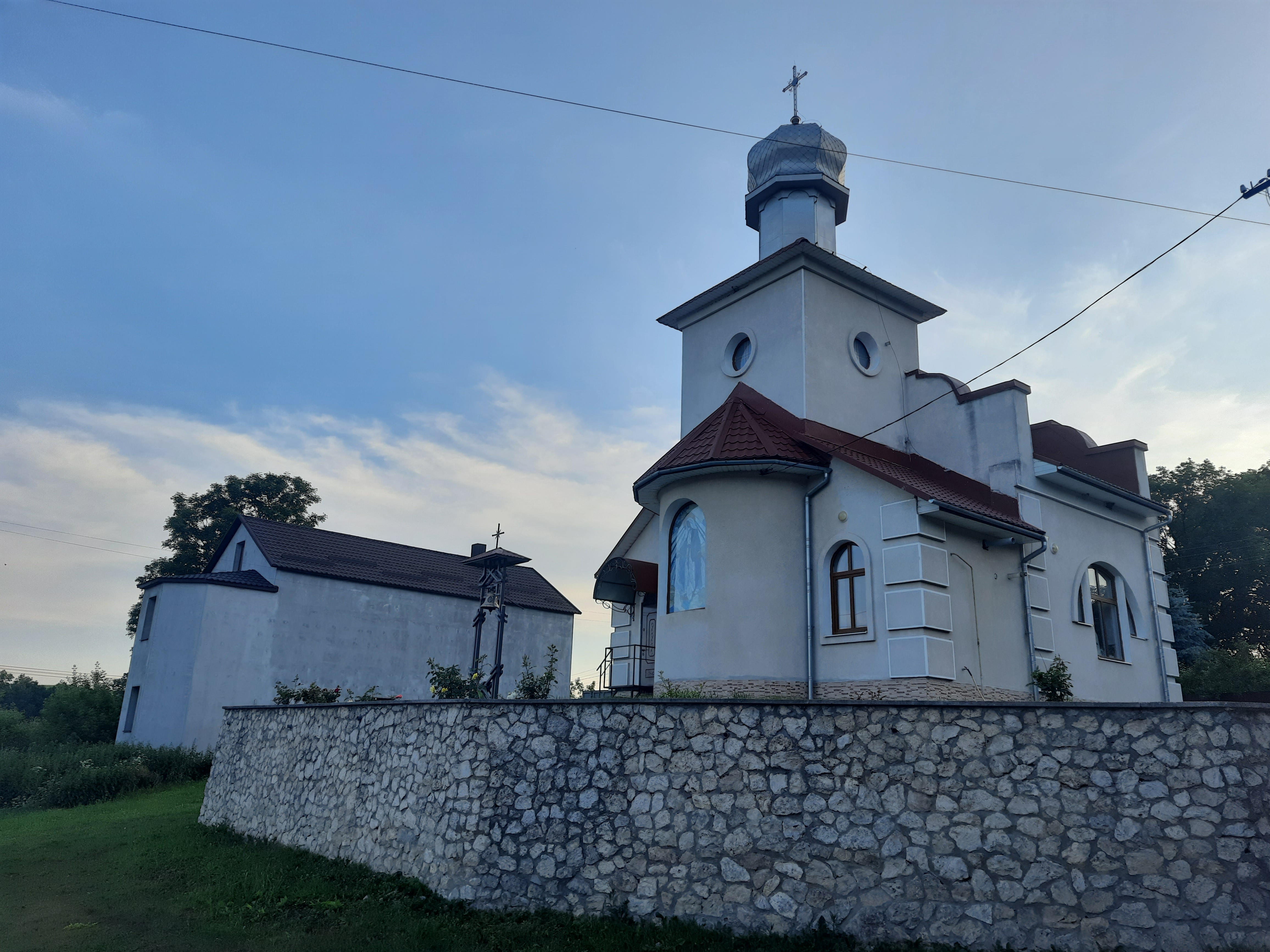
Церква Різдва Пресвятої Богородиці 2010 р.